# San Martín (ganadería)
La ganadería de San Martín (oficialmente denominada Ganadería de San Martín) es una ganadería brava española, fundada en el año 1993 por los ganaderos y empresarios mexicanos Marcelino Miaja Calvo y José Chafick Hamdam con reses de todas las líneas del encaste Santa Coloma y también de Vega-Villar. En el año 2010 es adquirida por los hermanos Hornos Valiente, figurando desde entonces como propietarios del hierro y las reses. Pasta actualmente en la finca “La Zarzuela”, situada en el término municipal de Calzadilla, en la provincia de Cáceres; está inscrita en la Unión de Criadores de Toros de Lidia.

## Origen e historia de la ganadería
Su origen está en la creada en 1966 por Luisa Flamarique, esposa del empresario Pablo Martínez Elizondo (Chopera), con reses de Joaquín Buendía y de Felipe Bartolomé Sanz. En 1969 la compra el torero Paco Camino, que le añade más vacas de Buendía. En 1994 los ganaderos mexicanos José Chafick Hamdam y Marcelino Miaja Calvo le compran el hierro y casi toda la ganadería. Su anhelo era formar una ganadería con todas las ramas de Santa Coloma y Saltillo, y compran ganado a Ana Romero y Joaquín Buendía (Buendía), a los Hdros. de Alfonso Sánchez Fabrés (Coquilla), Hijos de Ignacio Pérez-Tabernero Sánchez y Palomo Linares (Graciliano) y en 2002 compran entera la ganadería de Hijos de Tomás Pérez de la Concha (Santa Coloma), a lo que añaden reses de Javier Moreno de la Cova y de José Joaquín Moreno Silva (Saltillo) y terminan con la compra de vacas y sementales de Barcial (Vega-Villar, unión de Santa Coloma y Veragua), poniéndole a la nueva ganadería el nombre de SAN MARTÍN.
En el año 2005 la compra Ignacio Huelva Manrique, anunciándola Hernández Plá-San Martín hasta el año 2010, cuando es adquirida por el matador Alberto Manuel Hornos Valiente y sus hermanos Amadeo y Óscar, que la anuncian como GANADERÍA SAN MARTÍN desde entonces y manteniendo todo el ganado anterior formado por José Chafick y Marcelino Miaja.

## Características
Las características que presentan los toros de Santa Coloma son el resultado de la unión de las reses de Ibarra y del Marqués de Saltillo. Atienden en sus características zootécnicas a las que recoge como propias de este encaste el Ministerio del Interior:
- Toros epilométricos, subcóncavos y brevilíneos. Son animales terciados, pero de conjunto armónico, de esqueleto y piel finos. En la cabeza resulta relevante, además de la concavidad del perfil fronto-nasal, el aspecto de los ojos, que son grandes y saltones. Pueden presentar el morro afilado con la cabeza alargada y estrecha de sienes, aunque lo más frecuente en que ésta sea más ancha de sienes con el morro ancho y chato.
- Las encornaduras no son muy desarrolladas. El cuello tiene una longitud media, la papada aparece muy poco marcada (degollados) y el morrillo no alcanza un grado de desarrollo muy acusado. El dorso y los lomos son rectos, la grupa redondeada, las extremidades de longitud media y la cola fina.
- Las pintas típicas son principalmente cárdenas y negras, dándose en menor medida tostadas y berrendas (en negro y en cárdeno). Las pintas castañas y coloradas aparecen de forma excepcional. Los accidentales más frecuentes son el entrepelado y aquellos en forma de manchas blancas (careto, lucero, estrellado, jirón, aldiblanco, bragado, meano, calcetero, coliblanco y rebarbo).

La línea morfológica de Buendía es la más abundante del encaste Santa Coloma y la que tiene mayor influencia de la línea Saltillo de la Casta Vistahermosa. En estos toros predominan las pintas cárdenas en todas sus variantes y negras, dándose en menor medida tostadas y berrendas en negro y cárdeno. Estos pelajes suelen ir acompañados de una amplia variedad de accidentales.
También está formada con reses de encaste Saltillo, aunque en menor medida que las de Santa Coloma. Presentan las siguientes características:
- Reses de talla y peso medios.
- Predominan perfiles rectos y ocasionalmente subconvexos y subcóncavos.
- La cabeza es estrecha de sienes y alargada (cariavacados), presenta encornaduras dirigidas hacia delante y hacia arriba (veletos, cornivueltos y cornipasos), aunque de longitud corta y poca proporción de pitones.
- Tienen los ojos saltones y presentan habitualmente el llamado hocico de rata (morro afiliado).
- La papada aparece muy poco marcada (degollados), el cuello tiene longitud media y de morrillo escaso.
- El dorso y los lomos son rectos, las extremidades de longitud media, la cola fina y no muy larga.
- Los ejemplares pertenecientes a este encaste presentan pintas cárdenas y negras, destacando la presencia del accidental entrepelado. Excepcionalmente se dan pintas castañas y coloradas (saltillo mexicano).